# Anders Eby
Erik David Anders Eby (* 5. Februar 1949) ist ein schwedischer Dirigent.
Eby studierte von 1972 an der Königlichen Musikhochschule (Kungliga Musikhögskolan) in Stockholm unter anderem Chorleitung bei Eric Ericson und legte das Examen als Kirchenmusiker 1977 ab. Studien vor allem des Orchesterdirigats in Italien, Frankreich und den USA schlossen sich an. Er wirkte als Kirchenmusiker an traditionsreichen Stockholmer Kirchen, so von 1971 bis 2001 an der Johanneskirche und seit 2001 an der Adolf-Friedrich-Kirche. Mit dem von ihm gegründeten Mikaeli Kammarkör, seinem eigentlichen „Instrument“, mit dem er zahlreiche Konzertreisen unternahm sowie viele Rundfunk- und Fernsehaufnahmen unter seiner Leitung einspielte, die ein sehr breites Repertoire des Chores belegen, arbeitet er seit 1971.
Neben vielen anderen Gastdirigaten leitete er auch den Akademischen Kammerchor Uppsala (1974–83) und Pro Coro Canada, Edmonton (1988–92).
Anders Eby ist ein international gesuchter Lehrer für Chordirigieren und Juror zahlreicher internationaler Wettbewerbe. Von 1994 bis 2009 war er Professor für Chordirigieren und Leiter der Chorabteilung an der Königlichen Musikhochschule. Dieses Amt beinhaltet ebenfalls die Leitung des Kammerchores der KMHS (Kungliga Musikhögskolans Kammarkör). Hiernach übernahm er Gastprofessuren an der Musikhochschule von Piteå und seit 2011 an der Robert Schumann Hochschule Düsseldorf.